# Большой Сад любви с шахматистами
Большой Сад любви с шахматистами (нем. Der Liebesgarten mit Schachspielern) — гравюра немецкого художника XV века, известного как Мастер E. S.

## Характеристика гравюры
Размер гравюры — 168 x 210 миллиметров (или по другим данным — 166 на 208), она находится в собрании Гравюрного кабинета (Берлин, Inv. Nr. 727-1). В каталоге работ Мастера E. S., составленному Lehrs, значится под № 214.
Гравюра приписывалась неизвестному мастеру, а затем Мастеру Сивиллы (нем. Meister der Sibylle), в настоящее время единодушно атрибутируется Мастеру E. S.. Гравюра создана между 1460 и 1467 годами.
Среди работ Мастера E. S. есть несколько гравюр, иллюстрирующих тему Сада любви (L. 202—216), в том числе: «Шут и обнаженная девушка с зеркалом» (Narr und nacktes Mädchen mit Spiegel, L. 213), «Влюбленные на скамейке в саду» (Liebespaar auf einer Gartenbank, L. 211); «Праздник в Саду любви, или Большой Сад любви» (Lockere Gesellschaft; L. 215)).

## Особенности трактовки сюжета
На гравюре изображён так называемый «Сад любви» — европейский аллегорико-мифологический образ, символизирующий единство и союз человека и природы. Это образ земного рая, который появился впервые в античности как locus amoenus («прелестный уголок», где amoenus достаточно рано стало трактоваться как производное от «amor»), там обитали боги и смертные герои. Впервые встречается у Гомера и Гесиода, затем — у Вергилия (и комментариях Сервия к нему) и Горация, у Овидия в «Метаморфозах», в «Эпиталаме на свадьбу Гонория Августа» Клавдиана.
В Средние века locus amoenus стал местом, куда приходит в рыцарских романах и куртуазных трактатах очарованный рыцарь-путешественник в поисках любви. Представляет собой волшебный вечно цветущий сад. Прослеживается тенденция к кодификации признаков данного Сада. Э. Р. Курциус называет следующие признаки описания locus amoenus в Средневековье:

«…это красивый, затенённый уголок природы. Его обязательные составляющие — дерево (или несколько деревьев), луг и источник или ручей. К этому могут быть добавлены пение птиц и цветы. В наиболее разработанных образцах добавляется также дуновение ветра».— Голикова А. А. "Locus amoenus" в "Романе о Розе" Гийома де Лорриса
Наиболее известен подобный фрагмент в «Романе о Розе» Гильома де Лорриса. Также он упоминается в произведениях Джефри Чосера, Боккаччо, Виттории Колонны, Якопо Саннадзаро, Торквато Тассо… Ренессансные Сады любви не существуют без обитающих в них любовных пар. Нередко появлялся мотив зеркала. Оно с одной стороны помогает человеку быть красивым, а с другой может породить самовлюбленность героев и привести их к гибели. Часто упоминается фонтан. Во многих средневековых loca amoena добавляется ограда, обычно отсутствующая в античных описаниях. Привычное объяснение этого явления: в Средние века образ «locus amoenus» взаимодействовует с образом Райского сада (а он обычно воспринимается как огражденное пространство).
Появляется Сад и в средневековом богословии: Альберт Великий описал сад (viridarium), свободный от утилитарных функций. Там должны быть не только растения для услаждения зрения и обоняния, но и специальные места, где человек мог бы уединиться «в приятном покое».
|   | a | b | c | d | e | f | g | h |   |
| - | --- | --- | --- | --- | --- | --- | --- | --- | - |
| 8 | c8 чёрный слон · f8 чёрный король · h8 чёрная ладья · b7 чёрная пешка · d7 чёрный конь · a6 чёрная пешка · e6 чёрная пешка · g6 чёрная пешка · b3 белая пешка · d3 белая пешка · f3 белая пешка · c2 белая пешка · g2 белая пешка · a1 белая ладья · c1 белый слон · e1 белый король · h1 белая ладья | c8 чёрный слон · f8 чёрный король · h8 чёрная ладья · b7 чёрная пешка · d7 чёрный конь · a6 чёрная пешка · e6 чёрная пешка · g6 чёрная пешка · b3 белая пешка · d3 белая пешка · f3 белая пешка · c2 белая пешка · g2 белая пешка · a1 белая ладья · c1 белый слон · e1 белый король · h1 белая ладья | c8 чёрный слон · f8 чёрный король · h8 чёрная ладья · b7 чёрная пешка · d7 чёрный конь · a6 чёрная пешка · e6 чёрная пешка · g6 чёрная пешка · b3 белая пешка · d3 белая пешка · f3 белая пешка · c2 белая пешка · g2 белая пешка · a1 белая ладья · c1 белый слон · e1 белый король · h1 белая ладья | c8 чёрный слон · f8 чёрный король · h8 чёрная ладья · b7 чёрная пешка · d7 чёрный конь · a6 чёрная пешка · e6 чёрная пешка · g6 чёрная пешка · b3 белая пешка · d3 белая пешка · f3 белая пешка · c2 белая пешка · g2 белая пешка · a1 белая ладья · c1 белый слон · e1 белый король · h1 белая ладья | c8 чёрный слон · f8 чёрный король · h8 чёрная ладья · b7 чёрная пешка · d7 чёрный конь · a6 чёрная пешка · e6 чёрная пешка · g6 чёрная пешка · b3 белая пешка · d3 белая пешка · f3 белая пешка · c2 белая пешка · g2 белая пешка · a1 белая ладья · c1 белый слон · e1 белый король · h1 белая ладья | c8 чёрный слон · f8 чёрный король · h8 чёрная ладья · b7 чёрная пешка · d7 чёрный конь · a6 чёрная пешка · e6 чёрная пешка · g6 чёрная пешка · b3 белая пешка · d3 белая пешка · f3 белая пешка · c2 белая пешка · g2 белая пешка · a1 белая ладья · c1 белый слон · e1 белый король · h1 белая ладья | c8 чёрный слон · f8 чёрный король · h8 чёрная ладья · b7 чёрная пешка · d7 чёрный конь · a6 чёрная пешка · e6 чёрная пешка · g6 чёрная пешка · b3 белая пешка · d3 белая пешка · f3 белая пешка · c2 белая пешка · g2 белая пешка · a1 белая ладья · c1 белый слон · e1 белый король · h1 белая ладья | c8 чёрный слон · f8 чёрный король · h8 чёрная ладья · b7 чёрная пешка · d7 чёрный конь · a6 чёрная пешка · e6 чёрная пешка · g6 чёрная пешка · b3 белая пешка · d3 белая пешка · f3 белая пешка · c2 белая пешка · g2 белая пешка · a1 белая ладья · c1 белый слон · e1 белый король · h1 белая ладья | 8 |
| 7 | c8 чёрный слон · f8 чёрный король · h8 чёрная ладья · b7 чёрная пешка · d7 чёрный конь · a6 чёрная пешка · e6 чёрная пешка · g6 чёрная пешка · b3 белая пешка · d3 белая пешка · f3 белая пешка · c2 белая пешка · g2 белая пешка · a1 белая ладья · c1 белый слон · e1 белый король · h1 белая ладья | c8 чёрный слон · f8 чёрный король · h8 чёрная ладья · b7 чёрная пешка · d7 чёрный конь · a6 чёрная пешка · e6 чёрная пешка · g6 чёрная пешка · b3 белая пешка · d3 белая пешка · f3 белая пешка · c2 белая пешка · g2 белая пешка · a1 белая ладья · c1 белый слон · e1 белый король · h1 белая ладья | c8 чёрный слон · f8 чёрный король · h8 чёрная ладья · b7 чёрная пешка · d7 чёрный конь · a6 чёрная пешка · e6 чёрная пешка · g6 чёрная пешка · b3 белая пешка · d3 белая пешка · f3 белая пешка · c2 белая пешка · g2 белая пешка · a1 белая ладья · c1 белый слон · e1 белый король · h1 белая ладья | c8 чёрный слон · f8 чёрный король · h8 чёрная ладья · b7 чёрная пешка · d7 чёрный конь · a6 чёрная пешка · e6 чёрная пешка · g6 чёрная пешка · b3 белая пешка · d3 белая пешка · f3 белая пешка · c2 белая пешка · g2 белая пешка · a1 белая ладья · c1 белый слон · e1 белый король · h1 белая ладья | c8 чёрный слон · f8 чёрный король · h8 чёрная ладья · b7 чёрная пешка · d7 чёрный конь · a6 чёрная пешка · e6 чёрная пешка · g6 чёрная пешка · b3 белая пешка · d3 белая пешка · f3 белая пешка · c2 белая пешка · g2 белая пешка · a1 белая ладья · c1 белый слон · e1 белый король · h1 белая ладья | c8 чёрный слон · f8 чёрный король · h8 чёрная ладья · b7 чёрная пешка · d7 чёрный конь · a6 чёрная пешка · e6 чёрная пешка · g6 чёрная пешка · b3 белая пешка · d3 белая пешка · f3 белая пешка · c2 белая пешка · g2 белая пешка · a1 белая ладья · c1 белый слон · e1 белый король · h1 белая ладья | c8 чёрный слон · f8 чёрный король · h8 чёрная ладья · b7 чёрная пешка · d7 чёрный конь · a6 чёрная пешка · e6 чёрная пешка · g6 чёрная пешка · b3 белая пешка · d3 белая пешка · f3 белая пешка · c2 белая пешка · g2 белая пешка · a1 белая ладья · c1 белый слон · e1 белый король · h1 белая ладья | c8 чёрный слон · f8 чёрный король · h8 чёрная ладья · b7 чёрная пешка · d7 чёрный конь · a6 чёрная пешка · e6 чёрная пешка · g6 чёрная пешка · b3 белая пешка · d3 белая пешка · f3 белая пешка · c2 белая пешка · g2 белая пешка · a1 белая ладья · c1 белый слон · e1 белый король · h1 белая ладья | 7 |
| 6 | c8 чёрный слон · f8 чёрный король · h8 чёрная ладья · b7 чёрная пешка · d7 чёрный конь · a6 чёрная пешка · e6 чёрная пешка · g6 чёрная пешка · b3 белая пешка · d3 белая пешка · f3 белая пешка · c2 белая пешка · g2 белая пешка · a1 белая ладья · c1 белый слон · e1 белый король · h1 белая ладья | c8 чёрный слон · f8 чёрный король · h8 чёрная ладья · b7 чёрная пешка · d7 чёрный конь · a6 чёрная пешка · e6 чёрная пешка · g6 чёрная пешка · b3 белая пешка · d3 белая пешка · f3 белая пешка · c2 белая пешка · g2 белая пешка · a1 белая ладья · c1 белый слон · e1 белый король · h1 белая ладья | c8 чёрный слон · f8 чёрный король · h8 чёрная ладья · b7 чёрная пешка · d7 чёрный конь · a6 чёрная пешка · e6 чёрная пешка · g6 чёрная пешка · b3 белая пешка · d3 белая пешка · f3 белая пешка · c2 белая пешка · g2 белая пешка · a1 белая ладья · c1 белый слон · e1 белый король · h1 белая ладья | c8 чёрный слон · f8 чёрный король · h8 чёрная ладья · b7 чёрная пешка · d7 чёрный конь · a6 чёрная пешка · e6 чёрная пешка · g6 чёрная пешка · b3 белая пешка · d3 белая пешка · f3 белая пешка · c2 белая пешка · g2 белая пешка · a1 белая ладья · c1 белый слон · e1 белый король · h1 белая ладья | c8 чёрный слон · f8 чёрный король · h8 чёрная ладья · b7 чёрная пешка · d7 чёрный конь · a6 чёрная пешка · e6 чёрная пешка · g6 чёрная пешка · b3 белая пешка · d3 белая пешка · f3 белая пешка · c2 белая пешка · g2 белая пешка · a1 белая ладья · c1 белый слон · e1 белый король · h1 белая ладья | c8 чёрный слон · f8 чёрный король · h8 чёрная ладья · b7 чёрная пешка · d7 чёрный конь · a6 чёрная пешка · e6 чёрная пешка · g6 чёрная пешка · b3 белая пешка · d3 белая пешка · f3 белая пешка · c2 белая пешка · g2 белая пешка · a1 белая ладья · c1 белый слон · e1 белый король · h1 белая ладья | c8 чёрный слон · f8 чёрный король · h8 чёрная ладья · b7 чёрная пешка · d7 чёрный конь · a6 чёрная пешка · e6 чёрная пешка · g6 чёрная пешка · b3 белая пешка · d3 белая пешка · f3 белая пешка · c2 белая пешка · g2 белая пешка · a1 белая ладья · c1 белый слон · e1 белый король · h1 белая ладья | c8 чёрный слон · f8 чёрный король · h8 чёрная ладья · b7 чёрная пешка · d7 чёрный конь · a6 чёрная пешка · e6 чёрная пешка · g6 чёрная пешка · b3 белая пешка · d3 белая пешка · f3 белая пешка · c2 белая пешка · g2 белая пешка · a1 белая ладья · c1 белый слон · e1 белый король · h1 белая ладья | 6 |
| 5 | c8 чёрный слон · f8 чёрный король · h8 чёрная ладья · b7 чёрная пешка · d7 чёрный конь · a6 чёрная пешка · e6 чёрная пешка · g6 чёрная пешка · b3 белая пешка · d3 белая пешка · f3 белая пешка · c2 белая пешка · g2 белая пешка · a1 белая ладья · c1 белый слон · e1 белый король · h1 белая ладья | c8 чёрный слон · f8 чёрный король · h8 чёрная ладья · b7 чёрная пешка · d7 чёрный конь · a6 чёрная пешка · e6 чёрная пешка · g6 чёрная пешка · b3 белая пешка · d3 белая пешка · f3 белая пешка · c2 белая пешка · g2 белая пешка · a1 белая ладья · c1 белый слон · e1 белый король · h1 белая ладья | c8 чёрный слон · f8 чёрный король · h8 чёрная ладья · b7 чёрная пешка · d7 чёрный конь · a6 чёрная пешка · e6 чёрная пешка · g6 чёрная пешка · b3 белая пешка · d3 белая пешка · f3 белая пешка · c2 белая пешка · g2 белая пешка · a1 белая ладья · c1 белый слон · e1 белый король · h1 белая ладья | c8 чёрный слон · f8 чёрный король · h8 чёрная ладья · b7 чёрная пешка · d7 чёрный конь · a6 чёрная пешка · e6 чёрная пешка · g6 чёрная пешка · b3 белая пешка · d3 белая пешка · f3 белая пешка · c2 белая пешка · g2 белая пешка · a1 белая ладья · c1 белый слон · e1 белый король · h1 белая ладья | c8 чёрный слон · f8 чёрный король · h8 чёрная ладья · b7 чёрная пешка · d7 чёрный конь · a6 чёрная пешка · e6 чёрная пешка · g6 чёрная пешка · b3 белая пешка · d3 белая пешка · f3 белая пешка · c2 белая пешка · g2 белая пешка · a1 белая ладья · c1 белый слон · e1 белый король · h1 белая ладья | c8 чёрный слон · f8 чёрный король · h8 чёрная ладья · b7 чёрная пешка · d7 чёрный конь · a6 чёрная пешка · e6 чёрная пешка · g6 чёрная пешка · b3 белая пешка · d3 белая пешка · f3 белая пешка · c2 белая пешка · g2 белая пешка · a1 белая ладья · c1 белый слон · e1 белый король · h1 белая ладья | c8 чёрный слон · f8 чёрный король · h8 чёрная ладья · b7 чёрная пешка · d7 чёрный конь · a6 чёрная пешка · e6 чёрная пешка · g6 чёрная пешка · b3 белая пешка · d3 белая пешка · f3 белая пешка · c2 белая пешка · g2 белая пешка · a1 белая ладья · c1 белый слон · e1 белый король · h1 белая ладья | c8 чёрный слон · f8 чёрный король · h8 чёрная ладья · b7 чёрная пешка · d7 чёрный конь · a6 чёрная пешка · e6 чёрная пешка · g6 чёрная пешка · b3 белая пешка · d3 белая пешка · f3 белая пешка · c2 белая пешка · g2 белая пешка · a1 белая ладья · c1 белый слон · e1 белый король · h1 белая ладья | 5 |
| 4 | c8 чёрный слон · f8 чёрный король · h8 чёрная ладья · b7 чёрная пешка · d7 чёрный конь · a6 чёрная пешка · e6 чёрная пешка · g6 чёрная пешка · b3 белая пешка · d3 белая пешка · f3 белая пешка · c2 белая пешка · g2 белая пешка · a1 белая ладья · c1 белый слон · e1 белый король · h1 белая ладья | c8 чёрный слон · f8 чёрный король · h8 чёрная ладья · b7 чёрная пешка · d7 чёрный конь · a6 чёрная пешка · e6 чёрная пешка · g6 чёрная пешка · b3 белая пешка · d3 белая пешка · f3 белая пешка · c2 белая пешка · g2 белая пешка · a1 белая ладья · c1 белый слон · e1 белый король · h1 белая ладья | c8 чёрный слон · f8 чёрный король · h8 чёрная ладья · b7 чёрная пешка · d7 чёрный конь · a6 чёрная пешка · e6 чёрная пешка · g6 чёрная пешка · b3 белая пешка · d3 белая пешка · f3 белая пешка · c2 белая пешка · g2 белая пешка · a1 белая ладья · c1 белый слон · e1 белый король · h1 белая ладья | c8 чёрный слон · f8 чёрный король · h8 чёрная ладья · b7 чёрная пешка · d7 чёрный конь · a6 чёрная пешка · e6 чёрная пешка · g6 чёрная пешка · b3 белая пешка · d3 белая пешка · f3 белая пешка · c2 белая пешка · g2 белая пешка · a1 белая ладья · c1 белый слон · e1 белый король · h1 белая ладья | c8 чёрный слон · f8 чёрный король · h8 чёрная ладья · b7 чёрная пешка · d7 чёрный конь · a6 чёрная пешка · e6 чёрная пешка · g6 чёрная пешка · b3 белая пешка · d3 белая пешка · f3 белая пешка · c2 белая пешка · g2 белая пешка · a1 белая ладья · c1 белый слон · e1 белый король · h1 белая ладья | c8 чёрный слон · f8 чёрный король · h8 чёрная ладья · b7 чёрная пешка · d7 чёрный конь · a6 чёрная пешка · e6 чёрная пешка · g6 чёрная пешка · b3 белая пешка · d3 белая пешка · f3 белая пешка · c2 белая пешка · g2 белая пешка · a1 белая ладья · c1 белый слон · e1 белый король · h1 белая ладья | c8 чёрный слон · f8 чёрный король · h8 чёрная ладья · b7 чёрная пешка · d7 чёрный конь · a6 чёрная пешка · e6 чёрная пешка · g6 чёрная пешка · b3 белая пешка · d3 белая пешка · f3 белая пешка · c2 белая пешка · g2 белая пешка · a1 белая ладья · c1 белый слон · e1 белый король · h1 белая ладья | c8 чёрный слон · f8 чёрный король · h8 чёрная ладья · b7 чёрная пешка · d7 чёрный конь · a6 чёрная пешка · e6 чёрная пешка · g6 чёрная пешка · b3 белая пешка · d3 белая пешка · f3 белая пешка · c2 белая пешка · g2 белая пешка · a1 белая ладья · c1 белый слон · e1 белый король · h1 белая ладья | 4 |
| 3 | c8 чёрный слон · f8 чёрный король · h8 чёрная ладья · b7 чёрная пешка · d7 чёрный конь · a6 чёрная пешка · e6 чёрная пешка · g6 чёрная пешка · b3 белая пешка · d3 белая пешка · f3 белая пешка · c2 белая пешка · g2 белая пешка · a1 белая ладья · c1 белый слон · e1 белый король · h1 белая ладья | c8 чёрный слон · f8 чёрный король · h8 чёрная ладья · b7 чёрная пешка · d7 чёрный конь · a6 чёрная пешка · e6 чёрная пешка · g6 чёрная пешка · b3 белая пешка · d3 белая пешка · f3 белая пешка · c2 белая пешка · g2 белая пешка · a1 белая ладья · c1 белый слон · e1 белый король · h1 белая ладья | c8 чёрный слон · f8 чёрный король · h8 чёрная ладья · b7 чёрная пешка · d7 чёрный конь · a6 чёрная пешка · e6 чёрная пешка · g6 чёрная пешка · b3 белая пешка · d3 белая пешка · f3 белая пешка · c2 белая пешка · g2 белая пешка · a1 белая ладья · c1 белый слон · e1 белый король · h1 белая ладья | c8 чёрный слон · f8 чёрный король · h8 чёрная ладья · b7 чёрная пешка · d7 чёрный конь · a6 чёрная пешка · e6 чёрная пешка · g6 чёрная пешка · b3 белая пешка · d3 белая пешка · f3 белая пешка · c2 белая пешка · g2 белая пешка · a1 белая ладья · c1 белый слон · e1 белый король · h1 белая ладья | c8 чёрный слон · f8 чёрный король · h8 чёрная ладья · b7 чёрная пешка · d7 чёрный конь · a6 чёрная пешка · e6 чёрная пешка · g6 чёрная пешка · b3 белая пешка · d3 белая пешка · f3 белая пешка · c2 белая пешка · g2 белая пешка · a1 белая ладья · c1 белый слон · e1 белый король · h1 белая ладья | c8 чёрный слон · f8 чёрный король · h8 чёрная ладья · b7 чёрная пешка · d7 чёрный конь · a6 чёрная пешка · e6 чёрная пешка · g6 чёрная пешка · b3 белая пешка · d3 белая пешка · f3 белая пешка · c2 белая пешка · g2 белая пешка · a1 белая ладья · c1 белый слон · e1 белый король · h1 белая ладья | c8 чёрный слон · f8 чёрный король · h8 чёрная ладья · b7 чёрная пешка · d7 чёрный конь · a6 чёрная пешка · e6 чёрная пешка · g6 чёрная пешка · b3 белая пешка · d3 белая пешка · f3 белая пешка · c2 белая пешка · g2 белая пешка · a1 белая ладья · c1 белый слон · e1 белый король · h1 белая ладья | c8 чёрный слон · f8 чёрный король · h8 чёрная ладья · b7 чёрная пешка · d7 чёрный конь · a6 чёрная пешка · e6 чёрная пешка · g6 чёрная пешка · b3 белая пешка · d3 белая пешка · f3 белая пешка · c2 белая пешка · g2 белая пешка · a1 белая ладья · c1 белый слон · e1 белый король · h1 белая ладья | 3 |
| 2 | c8 чёрный слон · f8 чёрный король · h8 чёрная ладья · b7 чёрная пешка · d7 чёрный конь · a6 чёрная пешка · e6 чёрная пешка · g6 чёрная пешка · b3 белая пешка · d3 белая пешка · f3 белая пешка · c2 белая пешка · g2 белая пешка · a1 белая ладья · c1 белый слон · e1 белый король · h1 белая ладья | c8 чёрный слон · f8 чёрный король · h8 чёрная ладья · b7 чёрная пешка · d7 чёрный конь · a6 чёрная пешка · e6 чёрная пешка · g6 чёрная пешка · b3 белая пешка · d3 белая пешка · f3 белая пешка · c2 белая пешка · g2 белая пешка · a1 белая ладья · c1 белый слон · e1 белый король · h1 белая ладья | c8 чёрный слон · f8 чёрный король · h8 чёрная ладья · b7 чёрная пешка · d7 чёрный конь · a6 чёрная пешка · e6 чёрная пешка · g6 чёрная пешка · b3 белая пешка · d3 белая пешка · f3 белая пешка · c2 белая пешка · g2 белая пешка · a1 белая ладья · c1 белый слон · e1 белый король · h1 белая ладья | c8 чёрный слон · f8 чёрный король · h8 чёрная ладья · b7 чёрная пешка · d7 чёрный конь · a6 чёрная пешка · e6 чёрная пешка · g6 чёрная пешка · b3 белая пешка · d3 белая пешка · f3 белая пешка · c2 белая пешка · g2 белая пешка · a1 белая ладья · c1 белый слон · e1 белый король · h1 белая ладья | c8 чёрный слон · f8 чёрный король · h8 чёрная ладья · b7 чёрная пешка · d7 чёрный конь · a6 чёрная пешка · e6 чёрная пешка · g6 чёрная пешка · b3 белая пешка · d3 белая пешка · f3 белая пешка · c2 белая пешка · g2 белая пешка · a1 белая ладья · c1 белый слон · e1 белый король · h1 белая ладья | c8 чёрный слон · f8 чёрный король · h8 чёрная ладья · b7 чёрная пешка · d7 чёрный конь · a6 чёрная пешка · e6 чёрная пешка · g6 чёрная пешка · b3 белая пешка · d3 белая пешка · f3 белая пешка · c2 белая пешка · g2 белая пешка · a1 белая ладья · c1 белый слон · e1 белый король · h1 белая ладья | c8 чёрный слон · f8 чёрный король · h8 чёрная ладья · b7 чёрная пешка · d7 чёрный конь · a6 чёрная пешка · e6 чёрная пешка · g6 чёрная пешка · b3 белая пешка · d3 белая пешка · f3 белая пешка · c2 белая пешка · g2 белая пешка · a1 белая ладья · c1 белый слон · e1 белый король · h1 белая ладья | c8 чёрный слон · f8 чёрный король · h8 чёрная ладья · b7 чёрная пешка · d7 чёрный конь · a6 чёрная пешка · e6 чёрная пешка · g6 чёрная пешка · b3 белая пешка · d3 белая пешка · f3 белая пешка · c2 белая пешка · g2 белая пешка · a1 белая ладья · c1 белый слон · e1 белый король · h1 белая ладья | 2 |
| 1 | c8 чёрный слон · f8 чёрный король · h8 чёрная ладья · b7 чёрная пешка · d7 чёрный конь · a6 чёрная пешка · e6 чёрная пешка · g6 чёрная пешка · b3 белая пешка · d3 белая пешка · f3 белая пешка · c2 белая пешка · g2 белая пешка · a1 белая ладья · c1 белый слон · e1 белый король · h1 белая ладья | c8 чёрный слон · f8 чёрный король · h8 чёрная ладья · b7 чёрная пешка · d7 чёрный конь · a6 чёрная пешка · e6 чёрная пешка · g6 чёрная пешка · b3 белая пешка · d3 белая пешка · f3 белая пешка · c2 белая пешка · g2 белая пешка · a1 белая ладья · c1 белый слон · e1 белый король · h1 белая ладья | c8 чёрный слон · f8 чёрный король · h8 чёрная ладья · b7 чёрная пешка · d7 чёрный конь · a6 чёрная пешка · e6 чёрная пешка · g6 чёрная пешка · b3 белая пешка · d3 белая пешка · f3 белая пешка · c2 белая пешка · g2 белая пешка · a1 белая ладья · c1 белый слон · e1 белый король · h1 белая ладья | c8 чёрный слон · f8 чёрный король · h8 чёрная ладья · b7 чёрная пешка · d7 чёрный конь · a6 чёрная пешка · e6 чёрная пешка · g6 чёрная пешка · b3 белая пешка · d3 белая пешка · f3 белая пешка · c2 белая пешка · g2 белая пешка · a1 белая ладья · c1 белый слон · e1 белый король · h1 белая ладья | c8 чёрный слон · f8 чёрный король · h8 чёрная ладья · b7 чёрная пешка · d7 чёрный конь · a6 чёрная пешка · e6 чёрная пешка · g6 чёрная пешка · b3 белая пешка · d3 белая пешка · f3 белая пешка · c2 белая пешка · g2 белая пешка · a1 белая ладья · c1 белый слон · e1 белый король · h1 белая ладья | c8 чёрный слон · f8 чёрный король · h8 чёрная ладья · b7 чёрная пешка · d7 чёрный конь · a6 чёрная пешка · e6 чёрная пешка · g6 чёрная пешка · b3 белая пешка · d3 белая пешка · f3 белая пешка · c2 белая пешка · g2 белая пешка · a1 белая ладья · c1 белый слон · e1 белый король · h1 белая ладья | c8 чёрный слон · f8 чёрный король · h8 чёрная ладья · b7 чёрная пешка · d7 чёрный конь · a6 чёрная пешка · e6 чёрная пешка · g6 чёрная пешка · b3 белая пешка · d3 белая пешка · f3 белая пешка · c2 белая пешка · g2 белая пешка · a1 белая ладья · c1 белый слон · e1 белый король · h1 белая ладья | c8 чёрный слон · f8 чёрный король · h8 чёрная ладья · b7 чёрная пешка · d7 чёрный конь · a6 чёрная пешка · e6 чёрная пешка · g6 чёрная пешка · b3 белая пешка · d3 белая пешка · f3 белая пешка · c2 белая пешка · g2 белая пешка · a1 белая ладья · c1 белый слон · e1 белый король · h1 белая ладья | 1 |
|   | a | b | c | d | e | f | g | h |   |

В эпоху Возрождения в подобном Саду любви царит праздничная атмосфера «пикника на свежем воздухе» с присущими ей ритуалами и играми. Сад любви в это время выражает идею духовно-плотской двойственности человека. Ренессансные Сады любви в соответствии с пантеистским духом эпохи оказались густо заполнены животными, растениями и цветами, что было призвано олицетворять всеобщую гармонию и плодородие природы. В иконографии данная тема встречается в XIV-XV веках в росписи свадебных сундуков (кассоне), на спинках кроватей, на «родильных подносах» и в интерьерах замков, на шпалерах, а также в станковой живописи. К развитым образцам этой темы относят «Весну» Боттичелли и «Сельский праздник» Джорджоне.
Сад любви Мастера E. S. ограничивают слева деревянные перила. На переднем плане узкое каменистое пространство, за ним в центре Сада, покрытого травой и цветами, девушка и юноша играют в шахматы за восьмиугольным столом. Девушка (её голову украшает лента вокруг лба с тремя перьями в волосах) стоит слева, на поясе у неё изображён кошель. Она собирается сделать ход левой рукой, облокотившись правой на стол. Юноша с кудрявыми волосами держит шахматную фигуру в правой руке, левой держась за стол. Слева в глубине — второй молодой человек в причудливой шапке и с кинжалом между ног упирает правую руку в пояс и обнимает левой сидящую рядом с ним возлюбленную. Девушка одета в одежду без пояса, её волосы аккуратно уложены в сложную причёску. Она держит в левой руке венок из цветов и пристально рассматривает один цветок, вырванный из венка. Справа на переднем плане стоит третья пара. Дама одета в платье со шлейфом, голову её покрывает крылатый капот. Она читает письмо. Смеющийся шут обнимает её правой рукой ниже талии, тыльной стороной кисти левой руки он опирается на свои ягодицы. За этой парой стоит дерево с сидящей на нём хищной птицей, за центральной парой — второе дерево (яблоня), на стволе которой также сидит хищная птица. Далее сидит сова на деревянном заборе сада, а несколько дальше влево — четвёртая птица стремительно слетает в сад.
Существуют различные трактовки изображения данной сцены Мастером E. S.:
I. По мнению Keith Moxey в статье «Master E. S. and the Folly of Love» Мастер E. S. вводит в Сад любви атрибуты плотских утех: сова и другие хищные птицы, головной убор из перьев, меч в весьма пикантном положении, символизирующий половой орган. Сад, изображённый на гравюре, на самом деле — Сад вожделения. «Благородная» любовь оказывается при ближайшем рассмотрении сосредоточенной исключительно на физическом удовольствии. Данная трактовка по мнению автора находится в общем русле развенчания традиционных куртуазно-рыцарских идеалов любви.
II. По мнению М. Н. Соколова подобные сцены далеки от назидательности, а фигура Шута выступает «наставником жизни» в духе гуманистических представлений о «мудрой глупости». Чувственность и интеллект составляют контрасты, а 

«…контрасты эти непрерывно перетекают в „разумно-чувственный“ симбиоз, утверждающий парадоксальную, очевидно-невероятную гармонию обоих начал».— Соколов М. Н. Принцип рая

## Шахматная позиция, изображённая на гравюре
Шахматная доска, изображённая на гравюре, одноцветна. Деление на чёрные и белые поля отсутствует. Белыми фигурами играет юноша, а чёрными — девушка. Девушка дотрагивается до чёрной ладьи на h8, ход которой она собирается сделать.
Позиция на доске и комбинация, которую она подразумевает, были реконструированы в книге Mit Glück und Verstand. Katalogbuch zur Ausstellung im Museum Schloß Rheydt. Zur Kunst- und Kulturgeschichte der Brett- und Kartenspiele. 15. bis 17. Jahrhundert, hgg. von Christiane ZANGS und Hans HOLLÄNDER. Aachen 1994.:

«Position — W [белые]: B [пешки]b3, c2, d3, f3, g2, K [король]e1, T [ладья]h1 und Ta1, Lc1; S [чёрные]: Bg6, e6, b7, a6, Kf8, Th8, L [слон]c8, S [конь]d7 — gerade Th8 x Th1».— Bohn, Thomas. Schachspiels am Mittelrhein (1800-2010)

## Галерея: Сад любви в гравюрах Мастера E. S

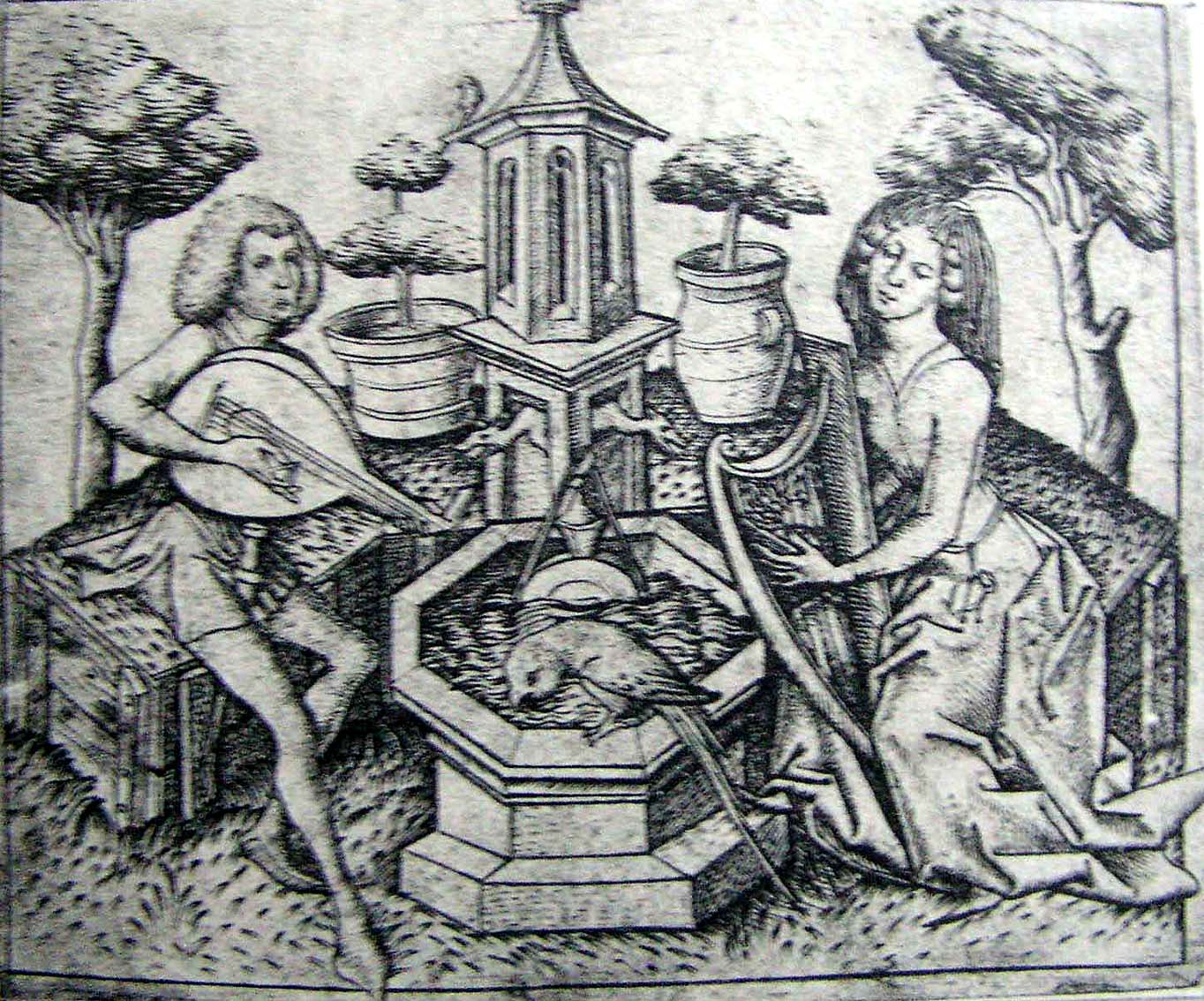
Мастер E. S. Музицирующая пара у фонтана. L. 203, 1460—1465
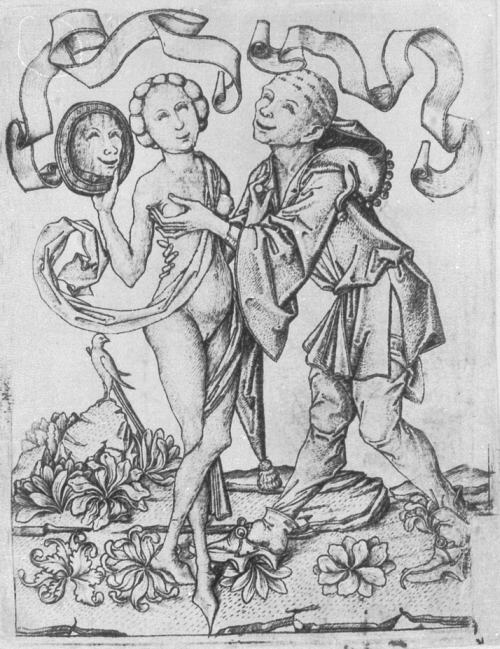
Мастер E. S. Шут и обнажённая девушка с зеркалом. L. 213
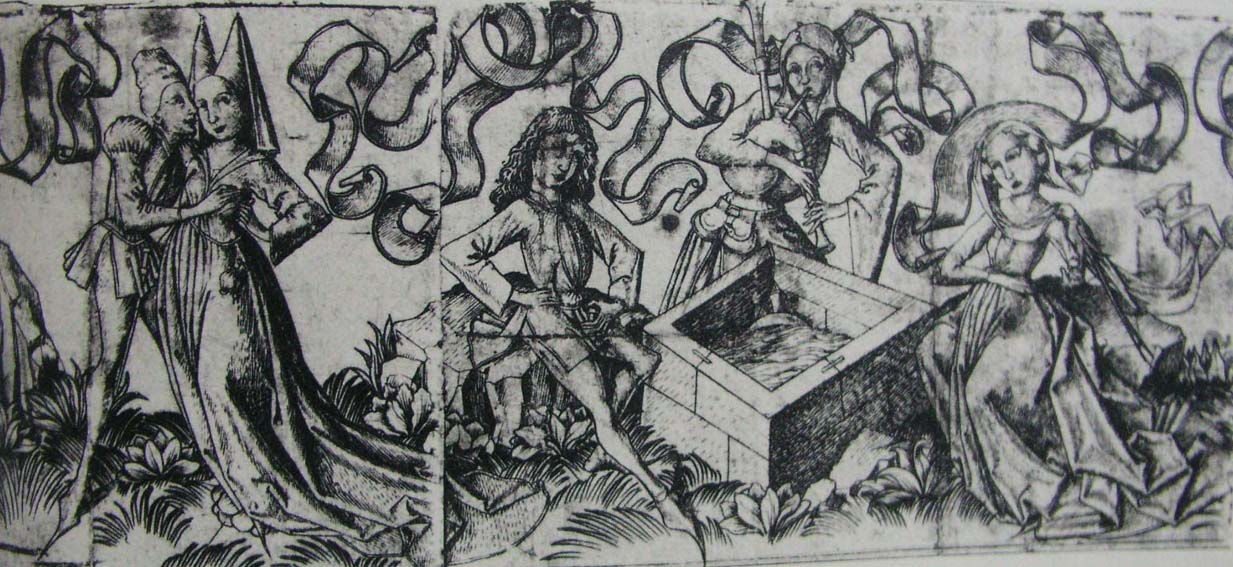
Мастер E. S. Две пары в Саду любви. L. 207, 1460—1465
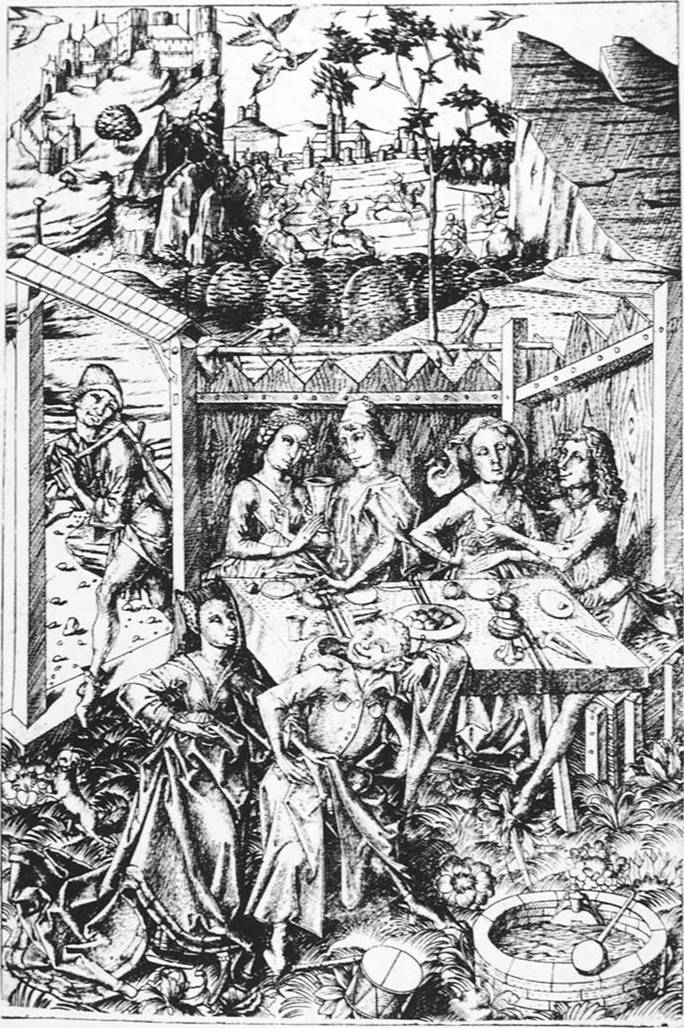
Мастер E. S. Праздник в Саду любви, или Большой Сад любви. L. 215, 1465
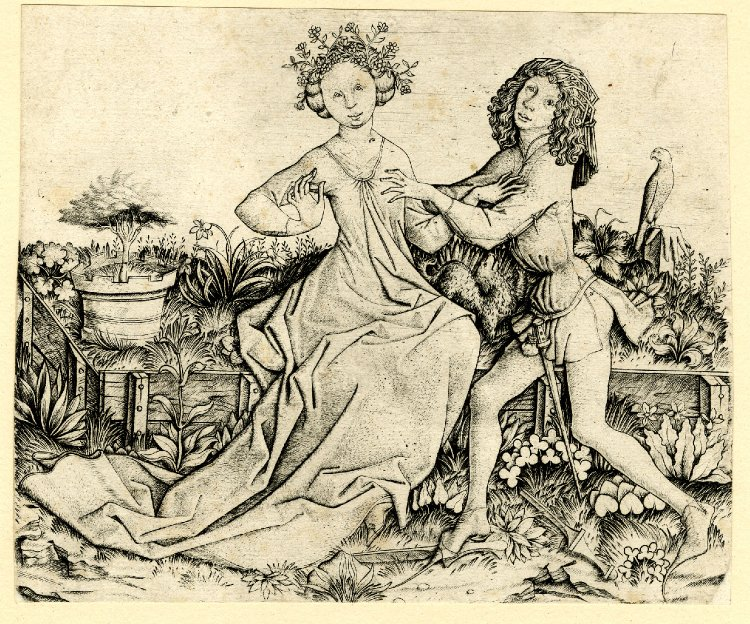
Мастер E. S. Влюбленные на скамейке в саду